# Babels torn
För andra betydelser, se Babels torn (olika betydelser).

"Babels torn" av Pieter Bruegel den äldre.

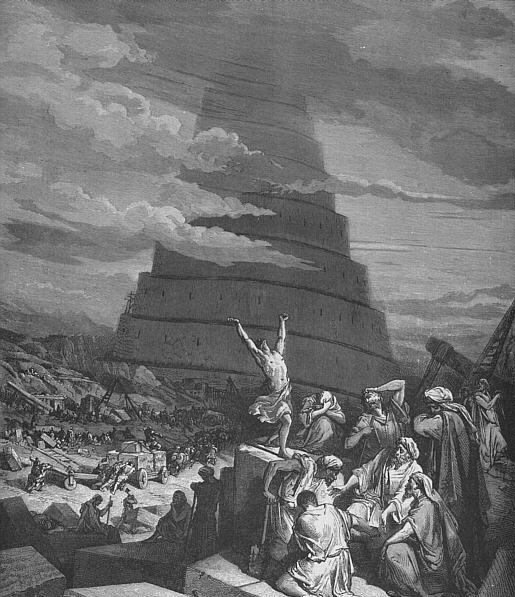
Bibelillustration av Gustave Doré.

Babels torn är ett byggnadsverk omnämnt i Gamla Testamentet, 1 Mos. 11:1-9. Enligt en teori handlar Babels torn ursprungligen om ett babyloniskt trappstegstempel, en ziqqurat, tillägnat guden Marduk.

## Bibeltexten
I texten sägs att människorna ville bygga en stad, med ett torn som når ända upp till himlen. På så sätt skulle deras namn bli känt och de skulle slippa vara skingrade över hela jorden. De hade hittat en dal i Shinar där de hade bosatt sig.
För att bygga tornet slog man tegel och som murbruk använde man "jordebeck". (Bitumen, som fanns naturligt i marken).
Herren steg ner för att se på staden och tornet och säger då: "De är ett enda folk och har alla samma språk. Detta är bara början. Nu är ingenting omöjligt för dem, vad de än föresätter sig".
Guds reaktion på stadsbyggandet och tornbygget blir därefter att han vill "skapa förvirring i deras språk, så att den ene inte förstår vad den andre säger".
Platsen kallas sedan dess för Babel, det var där språkförbistringen skapades och från vilken Herren skingrade människorna ut över hela jorden och byggandet av staden upphörde.
Någon kritik riktad mot tornbygget finns inte uttryckligen i texten och i slutmeningarna är stadsbyggandet (staden) det enda av de två projekten som nämns.

## Den traditionella uppfattningen
Babels torn i Bibeln har ofta tolkats som en symbol för mänskligt övermod och försyndelse mot Gud. Försöket att bygga ett torn ända upp i himlen bestraffades med språkförbistringen, uppdelningen i olika tungomål, så att alla människor inte längre kunde förstå varandra.
Vissa menar att historien om tornet inspirerats av byggnadsverket Etemenanki som fanns i Mesopotamien på den tiden.

### Fotnoter
1. ↑  ”Fanns Babels torn i verkligheten?” (på svenska). Illustrerad vetenskap. 1 september 2009. http://illvet.se/kultur/religion/fanns-babels-torn-i-verkligheten. Läst 2 april 2018.